# 贝尼梅利
贝尼梅利，是西班牙巴伦西亚自治区阿利坎特省的一个市镇。总面积4km2，总人口334人（2001年），人口密度84人/km2。